# زریزر
زریزر (به عربی: زریزر) یک شهرداری در الجزایر است که در استان الطارف واقع شده‌است. زریزر ۱۰٬۱۰۵ نفر جمعیت دارد.